# Calle San Roque
La calle San Roque es una vía pública de la ciudad española de Oviedo.

## Descripción

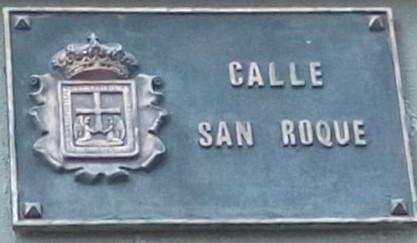
Placa con el nombre de la calle

La vía discurre desde la calle Arzobispo Guisasola, donde entronca con Fernando Alonso Díaz, hasta Leopoldo Alas. Su nombre lo debe a una capilla que había allí dedicada a san Roque, otrora santo patrón de la ciudad. La calle aparece descrita en El libro de Oviedo (1887) de Fermín Canella y Secades con las siguientes palabras:

San Roque.—Debe su nombre á la capilla de dicho Santo que allí tenía el Ayuntamiento, que era el patrono, y celebraba función anual, según acuerdos de 1706 y 1715, indicándose en el último que no se gastase en su fiesta y en la de Santa Eulalia más de 300 ducados. En 1809 la capilla fué dedicada á fuerte y se destruyó en 1812, llevándose su retablo á Santo Domingo.—Ent.: Luneta.—Conc.: San Lázaro.
(Canella y Secades, 1887, pp. 125-126)